# De laatste plager
De laatste plager is het twaalfde lange verhaal uit de Douwe Dabbert-serie. Het verhaal verscheen in 1985 in afleveringen in de Donald Duck, in de nrs. 19 t/m 29. In datzelfde jaar verscheen de eerste albumuitgave. De laatste plager is hierin gebundeld met het korte verhaal Douwe's kerstavontuur, dat in 1982 was verschenen.
Het verhaal vormt een min of meer rechtstreeks vervolg op het vorige verhaal, Het flodderwerk van Pief.

## Het verhaal
Door de onhandigheid van de tovenaarsleerling Pief en diens neef en nicht Domoli en Kijfje ontsnappen er uit het kasteel van de tovenaar Socratof enkele "plagers"; kleine groene duivelachtige wezentjes. Ze hebben als belangrijkste eigenschap dat ze de gedaante van alles en iedereen in hun nabije omgeving kunnen aannemen, zowel van voorwerpen als van dieren en mensen. 
De tovenaarskinderen slagen erin de meeste plagers te vangen, maar één exemplaar weet uit de tuin van het paleis te ontsnappen en bereikt een nabijgelegen dorp. Daar zorgt hij voor veel onrust. Niemand krijgt de plager te pakken. De plager slaagt er tot overmaat van ramp in zichzelf te kopiëren, door een nieuwe fout van Pief.
Samen met Douwe Dabbert, wiens hulp Pief heeft ingeroepen, gaan de tovenaarskinderen naar het dorp om te proberen de plager te vangen. Ze moeten zich daarbij als gewone mensen gedragen en mogen dus niet fliffen (toveren), de dorpelingen mogen er immers niet achter komen wie ze zijn. Uiteindelijk lukt het Pief om de plagers te verstenen, maar tegen die tijd hebben de kinderen en Douwe de dorpsbewoners al achter zich aan omdat zíj zelf worden gezien als de veroorzakers van alle onrust. Dan zijn Socratof en Balthasof ook ter plekke. Ze veranderen de dorpelingen tijdelijk in steen, zodat de gevangen plagers in alle rust onschadelijk kunnen worden gemaakt. De exemplaren waren nog jong; als plagers ouder zijn, worden ze pas echt gevaarlijk en kunnen dan grote natuurrampen veroorzaken. 
Douwe neemt weer afscheid van de tovenaars.  Terwijl hij het dorp uit wandelt, barst er in een ooievaarsnest net achter hem een ei open waar drie jonge plagers in zitten. De ontsnapte plager heeft dus reeds kans gezien zich voort te planten.

### Douwe's kerstavontuur
Douwe ontmoet de Kerstman, terwijl hij in de koude kerstnacht op zoek is naar onderdak. Hij rijdt mee door de lucht in de arreslee en helpt de kerstman de cadeautjes af te leveren 